# Autoroute A3 (Francia)

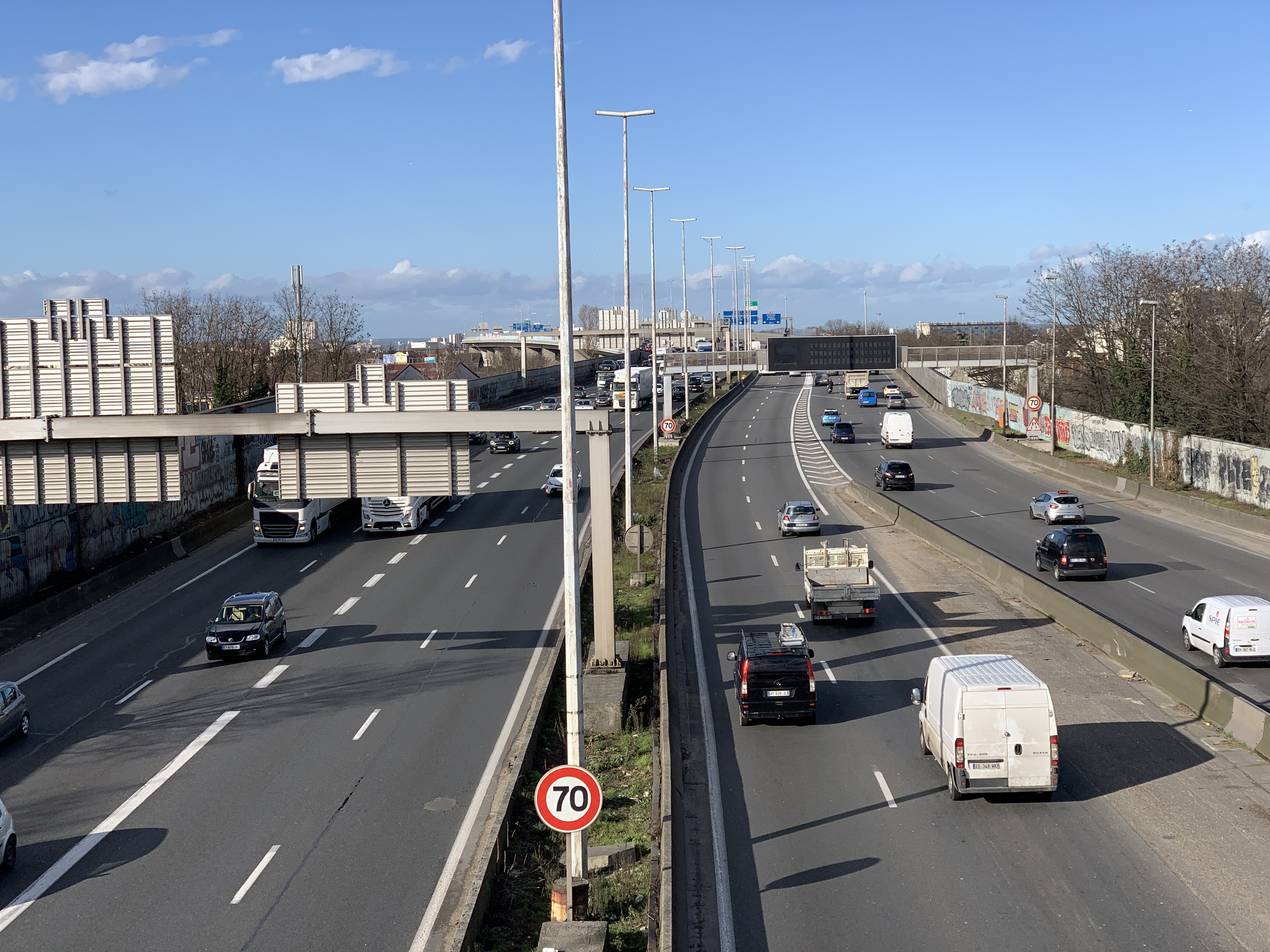
Vista della A3

La A3 è un'autostrada francese che unisce il Boulevard périphérique di Parigi (Porte de Bagnolet) alla A1 all'altezza del Parco delle esposizioni di Parigi-Nord.
Lunga 17 km e gratuita, questa autostrada serve l'area orientale del dipartimento Senna-Saint-Denis.
Potrebbe essere prolungata verso Soissons adeguando alle norme autostradali la strada statale RN2.
Da essa si biforcano due corti rami autostradali denominati A 103 e a 186.